# 대한민국의 버라이어티 쇼
이 항목에서는 대한민국의 버라이어티 쇼에 대해 다룬다.

## 명칭
흔히 연예 프로그램(演藝-), 예능 프로그램(藝能-), 오락 프로그램(娛樂-), 엔터테인먼트 프로그램(Entertainment Program) 등의 명칭이 사용한다.

## 역사
1962년 방송사 개국과 함께 시작된 장르로, 모든 주요 방송사가 개국 방송으로 버라이어티 프로그램을 선택하며 대중적 인기를 얻기 시작했다. KBS는 《TV 그랜드 쇼》, MBC는 《올스타 쇼》, SBS는 《개국 축하 음악회》를 첫 방송으로 내보냈다. 1960년대에는 《쇼쇼쇼》 등의 프로그램이 버라이어티 쇼를 한국 텔레비전 대표 장르로 확립하는 데 중요한 역할을 했으며, 이 시기에 버라이어티 쇼의 질적·양적 발전이 본격화되었다.
1970년대에는 특집 프로그램의 대부분이 버라이어티 쇼였으며, 기업 스폰서나 국가 행사와 연계된 기획이 많았다. 예를 들어 《크라운 쇼》, 《OB 그랜드 쇼》는 특정 기업의 후원을 받았고, 유신헌법 이후에는 《새마을 위문 공연》, 《총화 대행진》 등 국가 행사용 버라이어티 쇼가 제작되었다.
1980년대 초반에는 KBS의 《젊음의 행진》, MBC의 《일요일 밤의 대행진》 등 일부 정규 프로그램을 제외하면 대부분이 비정규 특집 프로그램으로, 다시 한 번 버라이어티 쇼의 양적 팽창이 이루어졌다.
1990년대 이후에는 시청률 경쟁이 심화되면서 버라이어티 쇼가 양적으로 크게 늘어났고, 다양한 포맷이 개발되어 적용되었다. 또한, 이 시기에 묘사 폰트 자막이 도입되며 프로그램의 시각적 요소도 발전하였다.
2006년에 대한민국 버라이어티 쇼는 대부분 리얼(Real) 요소를 중시하였다. 이는 MBC의 《무한도전》에서 연예인들의 숨김 없는 진실한 모습이 시청자들의 모습에게 인기를 얻었고, 그 후 KBS의 《1박 2일》이나 SBS의 《이경규 김용만의 라인업》, 《패밀리가 떴다》등이 리얼리티 프로그램으로 신설 및 갈래를 바꾸거나 자막체까지 따라하는 등 리얼 버라이어티성과 그동안 말 그대로 제작만 해오던 제작진이 자막 등으로 자신의 생각을 쓰고 연예인과 같은 출연을 하고 방송사 간의 벽도 사라져 소속 방송사 개그맨이 다른 방송사의 개그 프로그램에서 개그를 선보이는 등 최근의 대한민국의 버라이어티 쇼는 연예인들의 가식적인 모습보다는 진실한 모습을 다룬다.
2010년대 이후에는 모든 방송사에서 버라이어티 프로그램이 점차 증가하였다. 2011년 종합편성채널의 등장으로 방송 시장이 확대되면서 다양한 예능 콘텐츠가 쏟아졌다. 2010년대 후반부터는 웹예능이 본격적으로 시작되어, 2020년대에 접어들면서 티빙, 웨이브, 넷플릭스, 애플TV+, 디즈니+ 등 다양한 OTT 서비스와 디지털 플랫폼 스트리밍 시대가 성장하는 기반이 마련되었다. 이들 플랫폼에서는 자체 제작 프로그램에 오리지널(Original)이라는 표시를 하며 독자적인 콘텐츠 경쟁력을 확보하고 있다.
2020년대 전통적인 TV 방송뿐만 아니라 유튜브, 넷플릭스 등 다양한 온라인 플랫폼을 통해서도 다수 방영되어 더 많은 사람들이 쉽게 접할 수 있게 되었다. 시청자들이 SNS와 라이브 방송 등을 통해 직접 참여함으로써 프로그램의 재미와 친밀감이 더욱 증대되었다.
출연진 또한 연령, 성별, 국적, 직업 등이 다양해지면서 다양한 이야기를 담아내고 있으며, 다큐멘터리 형식이나 게임 요소를 도입하는 등 새로운 포맷을 시도하여 신선함을 더하고 있다. 아울러, 유튜버와 인플루언서들이 예능에 출연함으로써 팬층이 확대되었고, 코로나19로 인한 비대면 제작과 온라인 시청 증가로 인해 새로운 스타일의 예능 프로그램이 다수 등장하였다.
한국 예능은 K-POP과 드라마와 마찬가지로 해외에서도 높은 인기를 얻으며 글로벌 시장으로의 확장을 이루고 있다.

## 요소
요즘에는 진정성 있는 콘텐츠를 내세우는 예능이 각광을 받고 있고 다양한 시점과 포맷 내에서 연예인의 진정한 모습을 담은 리얼 예능은 대중의 감성코드를 어루만지며 지상파· 종편 · 케이블을 넘어 소셜 방송까지 예능 콘텐츠 대세를 만들어내고 있다. 요컨대 최근 한국의 예능은 90년대 토크쇼와 대결예능을 기초로 흘러온 다양한 예능 포맷들에 인간본연의 감정요소를 접목시킨 모습을 띤다. 특히 '관찰예능' 또는 '리얼예능'이라는 말 외에는 표현하기 어려울 정도로 복합적인 성격의 예능들이 출현하면서, 다양한 감각을 지닌 대중의 기호를 맞춰나가고 있다. 그러나 최근 예능이 대중들로부터 열렬한 반응과 함께 단순히 오락 프로그램으로 소비되지 않고, 한국형 예능의 형식과 스타일로 발전하면서 일종의 사회현상으로도 주목받게 되었다.
포맷을 가지고 있지 않은 상태이며 드라마, 다큐멘터리, 정보 프로그램 등의 다양한 텔레비전 장르가 결합되어 있다. 예능 프로그램의 소재로는 대중의 일상이 적극 활용되고 있다. 공간의 활용과 급작스러운 사건이나 캐릭터가 일으키는 사건의 우발적 스토리텔링이 주 사건의 기반적 스토리텔링과 결합하여 예능 프로그램의 스토리텔링이 풍요로워지고 있다. 스토리텔링이 예능에 효과적으로 결합되면서 시너지 효과를 얻고, 리얼 버라이어티의 힘이 사라지더라도 스토리텔링을 기반으로 하는 프로그램이 앞으로도 인기가 많을 것이다. 스토리텔링을 어디에 접목을 시켜나갈지를 생각해내는 것이 예능 PD의 숙제라고 할 수 있다.

## 종류와 특성

### 코미디 프로그램
코미디 프로그램에서는 시청자들에게 재미를 줄 수 있는 가상 상황을 설정하여 대본을 작성하고 이를 숙지한 후 연기자들은 제한된 스튜디오에서 연기를 하게 된다. 최근에는 주로 방청객과 함께 녹화를 진행하는 공개 코미디가 주류로 자리 잡았다. 코미디에는 과장된 행동으로 웃음을 주는 슬랩스틱 코미디, 현실을 풍자하는 블랙 코미디 등이 있다. 연기자들은 분장, 말투 등 모든 것을 활용하여 시청자들에게 웃음을 주기 위한 구성을 한다. 콩트의 내용은 무조건 웃기려고 하기 보다는 시의성이 있고 공감대를 형성하는 내용일 때 시청자들의 몰입도를 높일 수 있다. 코미디 프로그램의 대표적인 예시로는 KBS<개그콘서트>, MBC<하땅사>, SBS<웃찾사>, tvN<코미디빅리그> 등이 있다.

### 토크쇼
예능 프로그램에서 진행자와 게스트 사이의 이야기를 중심으로 진행되는 모든 프로그램을 토크 프로그램이라고 한다. 예전에는 진행자의 질문에 게스트가 답하는 단순한 방식의 토크쇼가 많았다면 시간이 지나며 각각의 토크쇼는 자신만의 개성을 보이게 된다. 예를 들어 MBC<라디오스타>의 경우에는 매주 다른 주제를 정해 그 주제에 맞는 게스트를 섭외해 강하고 짓궂은 질문을 던지는 것을 컨셉으로 하고 있다. 현재 종영된 SBS<힐링캠프>는 다수의 게스트를 섭외하기 보다는 단독 게스트나 소수의 게스트를 섭외해 사적이고 속 깊은 이야기를 나누는 것을 컨셉으로 잡았다.

### 리얼 버라이어티
리얼 버라이어티는 리얼리티를 기본으로 하고 있는 프로그램이다. 일반 예능프로그램은 프로그램의 포맷이 정해져 있고 매주 출연자가 바뀌지만 리얼 버라이어티는 포맷이 정해져있지 않다는 것에 차이점이 있다. 리얼 버라이어티의 특성에는 예측불가능성과 불확실성이 있다. PD가 프로그램의 전체적인 큰 틀만 정해놓으면 출연자들은 그 안에서 자유롭게 프로그램을 이끌어가기 때문이다. 말 그대로 대본이 없는 예능 프로그램이기 때문에 예상할 수 없는 의외의 모습이 시청자들에게 재미를 주곤 한다. MBC<무한도전>, KBS2<1박2일>, SBS<정글의 법칙> 등이 리얼 버라이어티에 속한다.

### 관찰 버라이어티
관찰예능에서는 일상생활 속 연예인의 개인적인 성향이나 생각은 물론, 실수까지도 모두 보여주면서, 콘텐츠나 재능이 아닌 연예인 개인을 알아간다는 특별한 재미와 심리적인 즐거움을 선사한다. 한국에서 과거부터 리얼예능이 없었던 바는 아니나 다양한 형태의 리얼예능이 등장한 데는 모바일의 영향이 크다.

### 오디션·서바이벌 프로그램
한때 대한민국은 오디션 프로그램의 열풍으로 가득했다. Mnet <슈퍼스타K>가 성공적인 성과를 거두며 다른 방송국에서도 다양한 오디션 프로그램들이 등장했으나 주로 가수를 뽑는 오디션들이 주목을 받는 편이었다. 인기요인으로는 힘든 생활을 견뎌온 참가자들이 오디션 프로그램에서 좋은 성과를 거두는 모습을 보며 대리만족을 한다는 분석이 나오기도 한다. 한 마디로 개천에서 용 날 수 있다는 것을 보여주는 사례라는 것이다. 하지만 이러한 오디션 프로그램도 2011년 정점을 찍고 지금 현재는 당시에 비해 이슈가 되지 않는 편이다. 오디션 프로그램은 보통 일 년에 한 번씩 시즌제로 진행된다. 서바이벌 프로그램은 최종 우승자 한 팀을 가려내기 위한 과정을 그려내는 프로그램이다. 경쟁을 통해 순위를 매기고 특정 순위 안에 들지 못한 참가자는 탈락하게 된다. 서바이벌 프로그램이 시청자들에게 많은 관심을 받는 이유는 시청자도 투표를 통해 응원하는 참가자에게 힘을 실어줄 수 있기 때문이다. 서바이벌 특유의 긴장감이 시청자들이 프로그램에 몰입하게 만든다. 참가자를 응원하는 과정에서 팬덤도 생성되기 때문에 요즘에는 아이돌 그룹을 구성할 때도 서바이벌 형식을 사용하기도 한다. 대표적인 서바이벌 프로그램에는 Mnet의 <쇼미더머니>와 <PRODUCE 101>, MBC의 <나는 가수다> 등이 있다. 2019년부터 트로트 열풍으로 서바이벌 프로그램의 TV조선에서 미스트롯의 시작하였다. 시청률이 크게 높았고, TV조선과 MBN를 이어 지상파 방송까지 발전되고 있다.

### 시청자 참여 듀엣 음악 프로그램
일반인과 가수가 함께 무대를 꾸미는 방식의 프로그램도 상당히 많이 등장하였다. 가장 성공한 프로그램으로는 Jtbc의 <히든싱어>가 있다. 방송이 일방향에서 시청자의 참여가 필수적인 쌍방향으로 변화하고 있다는 것을 보여주는 사례이기도 하다.

### 쿡방/먹방 프로그램
쿡방과 먹방이 대세가 된지 꽤 시간이 흘렀음에도 여전히 음식은 사람들의 관심사이다. 쿡방의 인기요인은 1인가구, 혼밥족, 자취의 증가로 해석되고 있다. 그 만큼 사회 트렌드에 프로그램에 잘 반영하였기에 인기몰이를 할 수 있었다는 것이다. 실제로 쿡방과 먹방은 누구나 쉽게 구할 수 있는 재료로 쉽게 만들 수 있는 요리 위주로 관심을 받기 시작했다. 셰프테이너(chef+entertainer)라는 신조어의 등장은 쿡방이 트렌드라는 것을 증명해준다. 방송에 출연한 셰프들이 연예인 못지않은 인기를 누리며 다양한 방송과 광고 활동을 한다는 것을 의미한다.

## 파일럿 프로그램
파일럿 프로그램은 시험 제작, 방송을 통한 시청자 반응을 바탕으로 정규편성을 결정하는 프로그램이라는 뜻이다. 한 프로그램이 정식적인 프로그램으로 자리 잡기 전에 제작진이 구상한 포맷으로 시험용 프로그램을 제작한 후 그 프로그램이 방송되었을 경우 시청자들의 반응을 살펴, 좋은 반응이면 정규방송으로 편성하게 되는 것이다.
2010년대 중반부터 한국 예능 프로그램은 파일럿 프로그램으로 제작해 시청자의 반응을 살핀 후 정규 편성을 결정하는 패턴이 일반화되고 있다. 이런 프로그램들은 단순히 한 번의 방송으로 휘발되지 않고 대를 물려가며 세대 간의 기억을 섞어주는 공공재 역할을 한다. 방송 분야에서 말하는 파일럿 프로그램은 '정규 방송으로 편성하기 전에 시청자의 반응을 알기 위해 시험적으로 제작해 방송하는 프로그램'이다. 파일럿 프로그램을 제작하는 이유는 간단하다. 아무리 공을 들여 기획했다 해도 그 프로그램의 운명은 방송 직전까지 아무도 모른다. 막대한 제작비를 들이기 전에 사전 탐색을 해보는 건 방송사로서는 당연한 수순이다.

## 포맷 수출 현황
한국 방송사의 포맷 수출 최초 사례는 2003년 HS애드를 통해 KBS가 중국 CCTV에 ‘도전골든벨’을 판매한 것이다. 그러나 ‘도전골든벨’ 이후 한국 방송사의 포맷 수출의 대부분은 동남아 시장에서 인기가 높았던 드라마 중심이었다. 한국은 예능 프로그램의 포맷을 수출할 수 있을 정도의 독창적인 포맷이 없었고, 포맷화에 대한 노하우나 유통망 등이 없었기 때문에 해외에서 관심이 높은 드라마 외에 포맷 수출이 어려웠다. 그러나 2011년 이후 양상이 달라지기 시작했다. 드라마와 더불어 한국 방송사의 예능 프로그램 포맷이 수출되기 시작한 것이다. 수출에 그치지 않고, 한국 프로그램의 진행방식과 스토리 등 핵심적인 포맷 요소를 바탕으로 현지에서 큰 성공을 거두는 사례가 나타났다. 주요 사례로는 MBC의 ‘아빠 어디가’ 포맷을 2013년 중국 후난위성TV가 수입하여 제작한 ‘빠빠취날’이 시청률 1%만 나와도 성공이라는 중국에서 5%가 넘는 시청률을 기록한 것이 있다. 이 같은 성공을 바탕으로 ‘아빠 어디가’ 시즌2 포맷 가격은 10배가량 오른 것으로 알려졌다. 이 외에도 MBC의 ‘나는 가수다’, ‘진짜 사나이’, KBS의 ‘불후의 명곡’, ‘1박 2일’, SBS의 ‘K팝스타’, CJ E&M의 ‘슈퍼스타K’, JTBC의 ‘히든싱어’ 등 주로 음악 경연 프로그램이 중국으로 수출되었다. 이어 2014년 9월에는 노신사 4명과 젊은 짐꾼의 해외 여행 스토리를 골자로 하는 ‘꽃보다 할배’ 가 미국 NBC에 포맷을 판매하는 성과를 이루어냈다. 콘텐츠진흥원 집계에 따르면 2010년과 2012년에 각각 한 차례에 그쳤던 예능 포맷 수출이 2013년에 14편으로 증가한 것으로 나타났다. 또한 CJ E&M의 더지니어스는 네덜란드와 프랑스 등 포맷 선진국으로 수출되었고, SBS 런닝맨은 중국 절강위성TV와 공동제작에 나서는 등 양과 질적으로 한국 예능 포맷 수출이 활성화 되고 있다.

## 같이 보기
- 대한민국의 코미디
- 버라이어티 쇼
- 엔터테인먼트

## 참고 문헌
정숙(2015), 『예능콘텐츠 스토리텔링』, 커뮤니케이션북스